# Karl Friedrich Flögel
Karl Friedrich Flögel (* 3. Dezember 1729 in Jauer, Herzogtum Schweidnitz-Jauer; † 7. März 1788 in Liegnitz) war ein deutscher Kultur- und Literaturhistoriker.

## Leben
Flögel besuchte 1748–1752 das Maria-Magdalenen-Gymnasium in Breslau. Danach studierte er in Halle bei Sigmund Jakob Baumgarten Theologie und bei Christian Wolff Philosophie. Er wurde 1761 Lehrer am Maria-Magdalenen-Gymnasium in Breslau, bald darauf Prorektor und 1773 Rektor der Schule zu Jauer. 1774 wurde er als Professor der Philosophie an die Ritterakademie zu Liegnitz berufen, wo er bis zu seinem Tode 1788 blieb. Seit 1772 wirkte er als Beisitzer bei der Königlichen Gesellschaft der Wissenschaften in Frankfurt (Oder).

## Werke
- Einleitung in die Erfindungskunst. Erschienen Breslau und Leipzig: Johann Ernst Meyer, 1760.
- Geschichte des menschlichen Verstandes. Breslau 1765, 3. Aufl. 1776. Frankfurt am Main: Athenäum-Verlag 1972, Photomechan. Reproduktion der Ausgabe Frankfurt und Leipzig.
- Geschichte des gegenwärtigen Zustandes der schönen Literatur in Deutschland. Jauer 1771.
- Geschichte des Grotesk-Komischen. 1778. 
  - Floegels Geschichte des Grotesk-Komischen bearbeitet, erweitert und bis auf die neueste Zeit fortgeführt von Friedrich W. Ebeling. 4. nach der 3. unveränd. Aufl. Leipzig: Barsdorf, 1887.
  - Max Bauer (Hrsg.): Geschichte des Grotesk-Komischen, Georg Müller, München 1914 (erweitert).
  - Dortmund: Harenberg, Nachdruck der Ausgabe Leipzig, Werl, 1862.
- Geschichte der komischen Litteratur [Literatur]. Liegnitz 1784–87, 4 Bände. Nachdruck: Hildesheim, New York: Olms, 4 Bände in 2 Bänden.
- Geschichte der Hofnarren. Hildesheim, New York: Olms 1977, Nachdruck der Ausgabe Liegnitz und Leipzig 1789.
- Geschichte des Burlesken. Leipzig 1793. Mikrofiche-Ausgabe, München: Saur o. J. ISBN 3-598-50756-9; ISBN 3-598-50015-7; ISBN 3-598-50035-1.

Als Übersetzer:
- Alexander Gerard (1728–1795): Versuch über den Geschmack. Übersetzung Karl Friedrich Flögel. Nachdruck der Ausgabe Breslau und Leipzig: Meyer, 1766. Bristol: Thoemmes 2001. (The reception of British aesthetics in Germany. Hrsg.: Heiner F. Klemme und Manfred Kuehn). ISBN 1-85506-899-0.